# Floryda
Floryda (ang. Florida, State of Florida; wymowa: /ˈflɒrɪdə/ⓘ) – stan na południowym wschodzie Stanów Zjednoczonych, na półwyspie Floryda otoczonym przez wody Zatoki Meksykańskiej na zachodzie i Oceanu Atlantyckiego na wschodzie. Floryda graniczy na północy z Alabamą i Georgią.
Floryda jest trzecim pod względem liczby ludności (23,4 mln) i ósmym pod względem gęstości zaludnienia (168,3 mieszk./km²) stanem USA.
Obszar metropolitalny Miami, liczący 6,2 mln mieszkańców, jest największą aglomeracją Florydy i dziewiątą co do wielkości w Stanach Zjednoczonych. Inne duże aglomeracje to: Tampa (3,3 mln), Orlando (2,8 mln) i Jacksonville (1,7 mln). Stolicą stanu jest Tallahassee.
Floryda to najpopularniejszy cel podróży na świecie, a turystyka wnosi do gospodarki stanu ponad 65 miliardów dolarów rocznie. Stan znany jest jako Sunshine State (Słoneczny Stan).

## Historia
- 1513 – przybycie Hiszpanów (Juan Ponce de León)
- 1562–1564 – okres osadnictwa francuskiego
- 1565 – początek kolonizacji hiszpańskiej (patrz: Floryda (kolonia hiszpańska)), założenie St. Augustine – najstarszego miasta na terenie obecnych Stanów Zjednoczonych
- 1819 – zakup Florydy przez Stany Zjednoczone od Hiszpanii (traktat florydzki)
- 1816–1858 – wojny seminolskie
- 3 marca 1845 – przyjęcie Florydy do Unii jako 27. stan
- 1861 – przystąpienie Florydy do Konfederacji
- 1928 – Huragan Okeechobee uśmiercił kilka tysięcy ludzi
- 1992 – Huragan Andrew okazał się jednym z najbardziej kosztownych huraganów w historii kraju
- 2017 – Huragan Irma doprowadził do ewakuacji ponad sześciu milionów mieszkańców

## Geografia

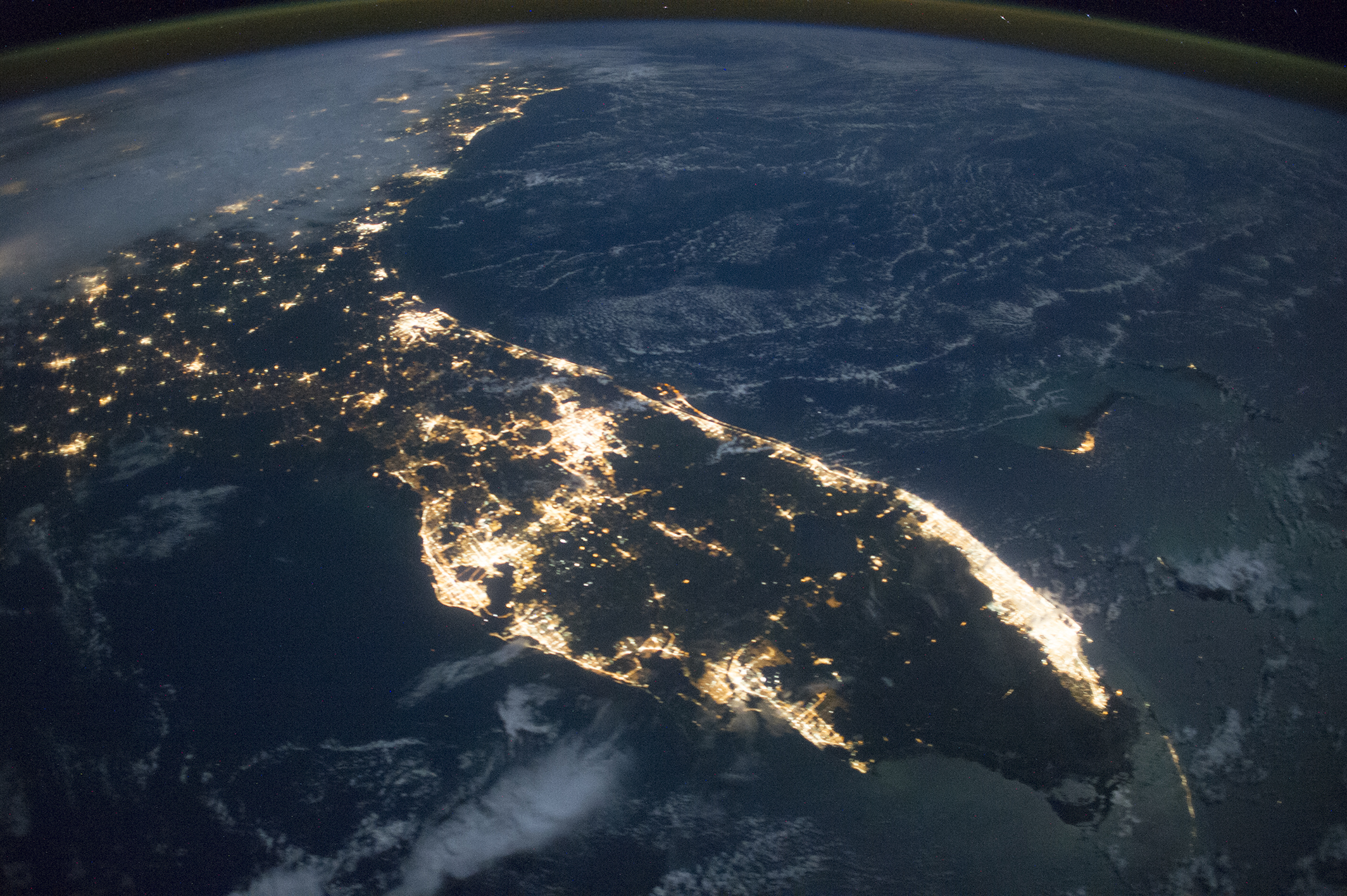
Floryda widziana z ISS (2014)

Teren jest nizinny, płaski lub pofałdowany, liczne jeziora i bagna, głównie na południu (Everglades). Lasy zajmują około połowy obszaru Florydy; większość z nich leży na północ od Orlando. Płaskowyż na północy Florydy to zazwyczaj otwarte lasy zdominowane przez sosny.
Floryda jest w większości położona na wielkim półwyspie pomiędzy Zatoką Meksykańską, Oceanem Atlantyckim i Cieśniną Florydzką. Graniczy ze stanami Georgia oraz Alabama na północy. Floryda leży niedaleko Karaibów, w tym Kuby i archipelagu Bahamów. Rozległy pas przybrzeżny Florydy był postrzegany przez rząd Stanów Zjednoczonych jako potencjalne miejsce ataku w trakcie II wojny światowej, dlatego wybudowano lądowiska i pasy startowe na terenie całego stanu oraz dookoła niego. Do dziś około 400 z nich jest wciąż w użyciu.
Klimat stanu jest podrównikowy i zwrotnikowy morski. Prąd Zatokowy sprawia, że stan ten jest jednym z najbardziej wilgotnych w kraju z częstymi letnimi burzami i sporadycznie niszczycielskimi huraganami. Średnia roczna suma opadów dochodzi do 1500 mm. Roślinność jest śródziemnomorska, na południu zwrotnikowa.
Na terenie Florydy znajdują się trzy parki narodowe: Biscayne, Dry Tortugas i Everglades.
Główną rzeką jest St. Johns.
Stan leży w dwóch strefach czasowych: UTC-05:00 (większa część stanu, w tym cały półwysep Floryda) oraz UTC-06:00 (część północno-zachodnia, tzw. Florida Panhandle).

### Obszary metropolitalne
Największe obszary metropolitalne Florydy (dane z 2017 roku):
- Miami – 6 158 824 mieszkańców
- Tampa (obejmujący St. Petersburg i Clearwater) – 3 091 399 mieszkańców
- Orlando – 2 509 831 mieszkańców
- Jacksonville – 1 504 980 mieszkańców
- North Port-Sarasota-Bradenton – 804 690 mieszkańców
- Cape Coral-Fort Myers – 739 224 mieszkańców

### Miejscowości

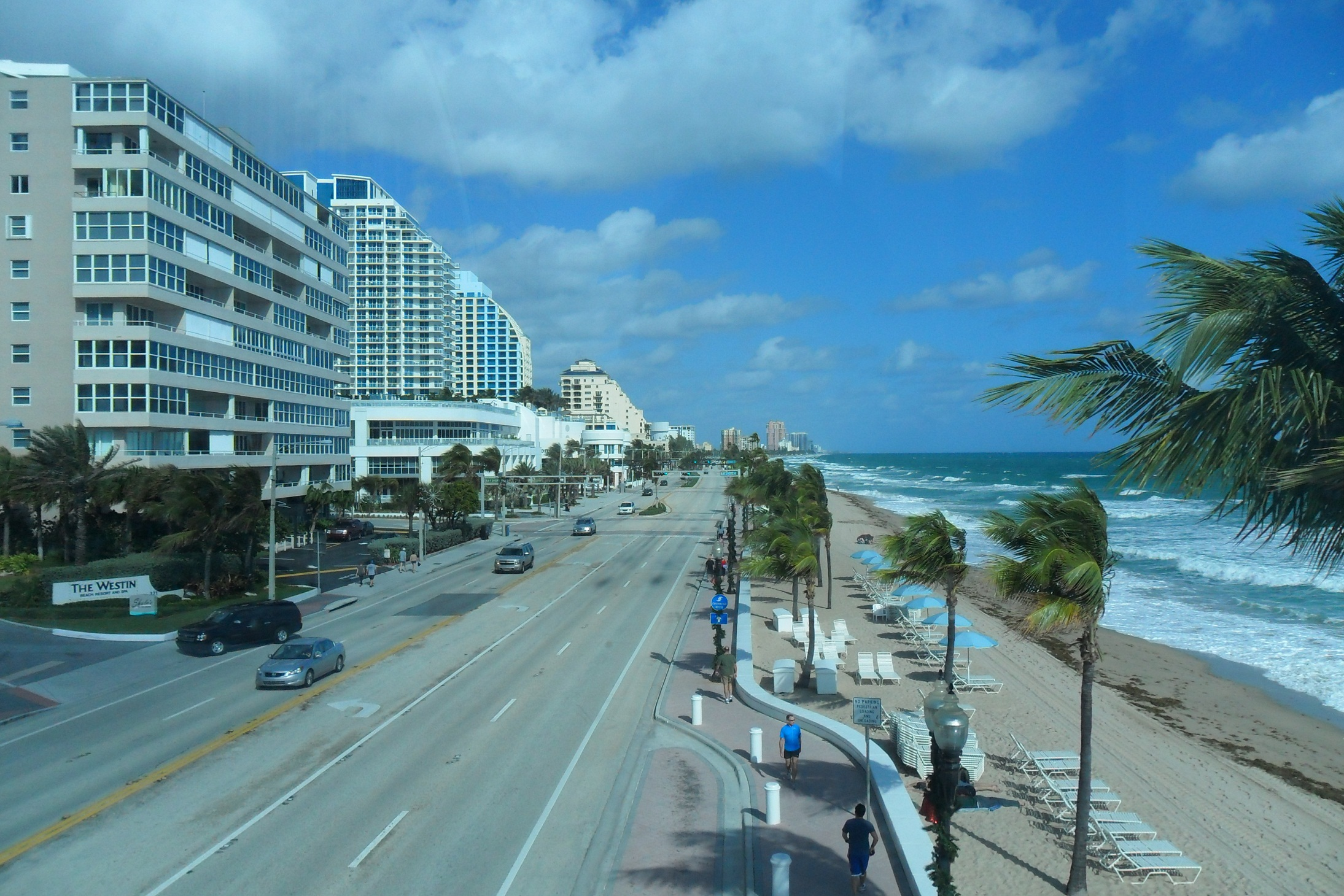
Plaża w Fort Lauderdale

Na terenie stanu Floryda znajduje się 411 miast (city lub town) i wsi (village), w tym 22 o liczbie ludności przekraczającej 100 000, 169 powyżej 10 000 mieszkańców, a 329 powyżej 1000 mieszkańców (2021 r.).
Lista miast zamieszkanych przez 30 000 lub więcej osób (2021 r.):

- Jacksonville (954 614)
- Miami (439 890)
- Tampa (387 050)
- Orlando (309 154)
- St. Petersburg (258 201)
- Hialeah (220 490)
- Port St. Lucie (217 523)
- Cape Coral (204 510)
- Tallahassee (197 102)
- Fort Lauderdale (181 668)
- Pembroke Pines (169 391)
- Hollywood (152 131)
- Gainesville (140 398)
- Miramar (135 077)
- Coral Springs (132 822)
- Palm Bay (122 942)
- West Palm Beach (117 286)
- Clearwater (116 674)
- Lakeland (115 425)
- Pompano Beach (111 348)
- Miami Gardens (110 867)
- Davie (104 882)
- Sunrise (96 021)
- Boca Raton (95 787)
- Deltona (95 782)
- Palm Coast (93 833)
- Plantation (92 986)
- Fort Myers (92 245)
- Deerfield Beach (86 339)
- Melbourne (85 064)
- Largo (82 341)
- Miami Beach (80 671)
- Homestead (80 528)
- Boynton Beach (80 089)
- North Port (80 021)
- Kissimmee (79 436)
- Doral (75 966)
- Daytona Beach (74 437)
- Lauderhill (73 458)
- Tamarac (71 541)
- Weston (67 312)
- Delray Beach (66 573)
- Ocala (64 096)
- Port Orange (63 486)
- St. Cloud (62 043)
- Wellington (61 448)
- Jupiter (60 802)
- Sanford (60 681)
- Palm Beach Gardens (59 449)
- North Miami (59 229)
- Margate (58 001)
- Coconut Creek (57 117)
- Bradenton (55 905)
- Apopka (55 496)
- Bonita Springs (54 904)
- Sarasota (54 764)
- Pensacola (53 678)
- Pinellas Park (53 202)
- Winter Haven (52 710)
- Titusville (48 874)
- Coral Gables (48 375)
- Fort Pierce (47 927)
- Ocoee (47 452)
- Winter Garden (46 502)
- Altamonte Springs (45 517)
- Clermont (44 530)
- Cutler Bay (44 291)
- North Lauderdale (44 239)
- Greenacres (43 813)
- Oakland Park (43 650)
- Ormond Beach (43 517)
- North Miami Beach (42 507)
- Lake Worth Beach (42 496)
- Hallandale Beach (41 005)
- Plant City (39 653)
- Oviedo (39 559)
- Aventura (39 237)
- Royal Palm Beach (39 043)
- DeLand (38 764)
- Winter Springs (38 317)
- Riviera Beach (38 074)
- Estero (37 522)
- Dunedin (35 949)
- Lauderdale Lakes (35 609)
- Parkland (35 265)
- Panama City (34 045)
- Cooper City (33 972)
- Dania Beach (31 454)
- New Smyrna Beach (31 120)
- Miami Lakes (30 388)

### Hrabstwa
Stan podzielony jest na 67 hrabstw. Największym pod względem powierzchni jest Palm Beach, a pod względem zaludnienia – Miami-Dade.

## Demografia

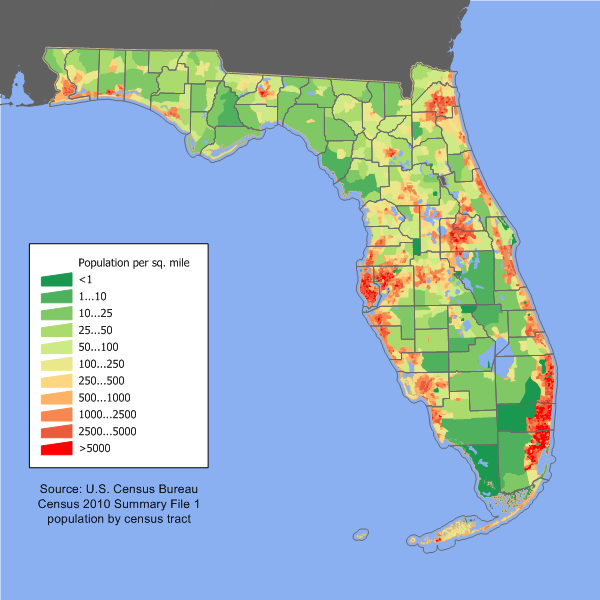
Gęstość zaludnienia na Florydzie

Spis ludności z roku 2020 stwierdza, że stan Floryda liczy 21 538 187 mieszkańców, co oznacza wzrost o 2 736 877 (14,6%) w porównaniu z poprzednim spisem z roku 2010. Dzieci poniżej piątego roku życia stanowią 5,3% populacji, 19,7% mieszkańców nie ukończyło jeszcze osiemnastego roku życia, a 20,9% to osoby mające 65 i więcej lat. 51,1% ludności stanu stanowią kobiety.

### Rasy i pochodzenie
Według danych pięcioletnich z 2023 roku, 59,9% mieszkańców stanowiła ludność biała (51,4%, nie licząc Latynosów), 16% miało rasę mieszaną, 15,3% to czarnoskórzy Amerykanie lub Afroamerykanie, 2,9% Azjaci, 0,3% rdzenna ludność Ameryki, 0,06% Hawajczycy i mieszkańcy innych wysp Pacyfiku. Latynosi stanowią 26,7% ludności stanu.
Poza osobami pochodzenia afroamerykańskiego, do największych grup należą osoby pochodzenia niemieckiego (8,9%), irlandzkiego (8,2%), angielskiego (7,9%), „amerykańskiego” (7,8%), kubańskiego (7,1%), włoskiego (5,7%), portorykańskiego (5,5%) i meksykańskiego (3,3%). Istnieją także duże grupy Haitańczyków (508,2 tys.), Francuzów lub osób pochodzenia francusko–kanadyjskiego (489,3 tys.), Polaków (475,7 tys.), Szkotów lub osób pochodzenia szkocko–irlandzkiego (447,8 tys.), Kolumbijczyków (443,3 tys.), nieokreślonych Europejczyków (372,4 tys.), Wenezuelczyków (334,4 tys.), Jamajczyków (312,9 tys.) i Afrykańczyków lub Arabów (311,1 tys.).
Mieszkają tu największe populacje Kubańczyków, Portorykańczyków, Kolumbijczyków i Wenezuelczyków w całych Stanach Zjednoczonych. Hrabstwa o największej koncentracji Kubańczyków, to: Miami-Dade, Broward, Hillsborough i Palm Beach. Hrabstwa te razem skupiają ponad połowę wszystkich Kubańczyków w USA.
Wśród ludności azjatyckiej największe grupy stanowią Hindusi, Filipińczycy i Chińczycy.

### Język
Najpowszechniej używanymi językami są:
- język angielski – 73,36%,
- język hiszpański – 19,54%,
- język francuski kreolski – 1,84%,
- język francuski – 0,6%,
- język portugalski – 0,5%.

## Religia
Struktura religijna w 2014 roku:
- protestanci – 46%:
  - ewangelikalni – 24%,
  - głównego nurtu – 14%,
  - tradycji afroamerykańskiej – 8%,

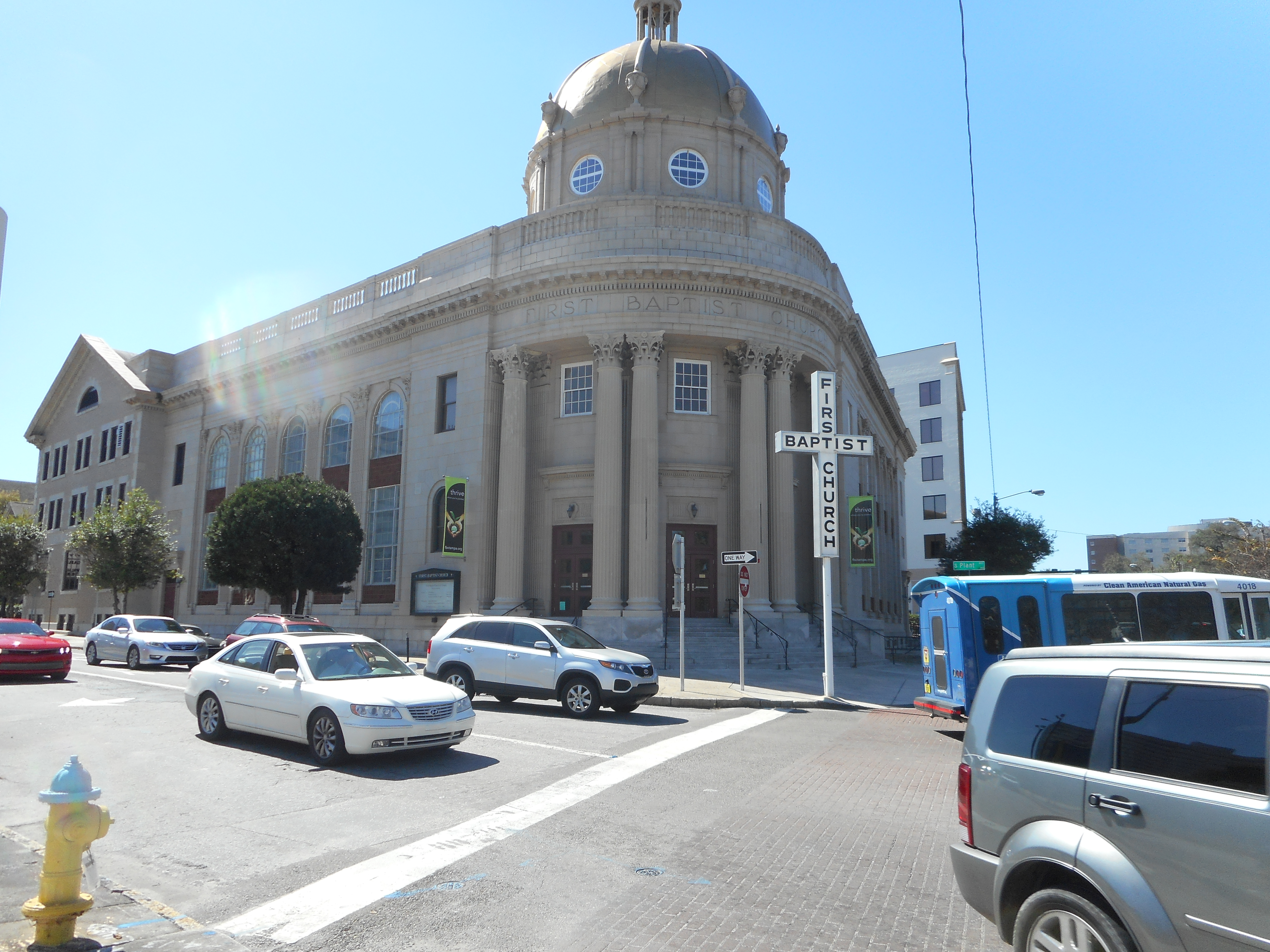
Pierwszy Kościół Baptystów w Tampa

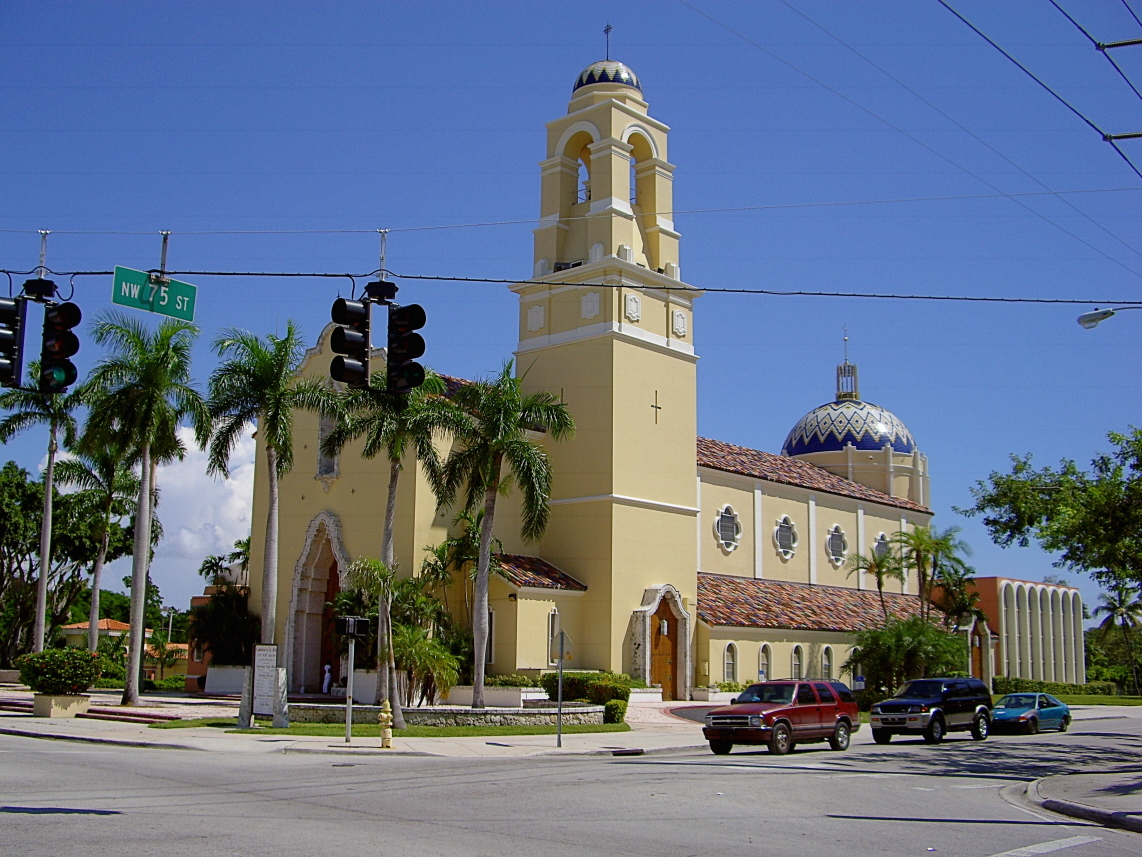
Katedra Najświętszej Marii Panny w Miami

- brak religii – 24% (w tym: 4% agnostycy i 3% ateiści),
- katolicy – 21%,
- żydzi – 3%,
- inne religie – 6% (w tym: świadkowie Jehowy, mormoni, muzułmanie, prawosławni, hinduiści, buddyści, wyznawcy Kościoła Jedności, New Age, scjentyści, irwingianie, bahaiści, unitarianie uniwersaliści i chrystadelfianie[16]).

70% mieszkańców Florydy wyznaje chrześcijaństwo, a Kościół katolicki pozostaje największą pojedynczą organizacją w stanie.
Do największych ewangelikalnych kościołów (z ponad 500 tys. członków), należą: lokalne kościoły bezdenominacyjne (np. Christ Fellowship), Południowa Konwencja Baptystów i Kościoły zielonoświątkowe. Protestantyzm głównego nurtu reprezentowany jest głównie przez Zjednoczony Kościół Metodystyczny, który jest trzecią co do wielkości organizacją religijną na Florydzie. Do innych dużych organizacji protestanckich, należą: Narodowa Misyjna Konwencja Baptystyczna Ameryki, Kościół Adwentystów Dnia Siódmego, Afrykański Kościół Metodystyczno-Episkopalny, Kościoły Chrystusowe i Kościół Episkopalny.
Floryda jest trzecim (po Nowym Jorku i Kalifornii) co do wielkości skupiskiem społeczności żydowskiej w Stanach Zjednoczonych. Zdecydowana większość populacji żydowskiej skupiona jest w obszarze metropolitalnym Miami.

## Gospodarka

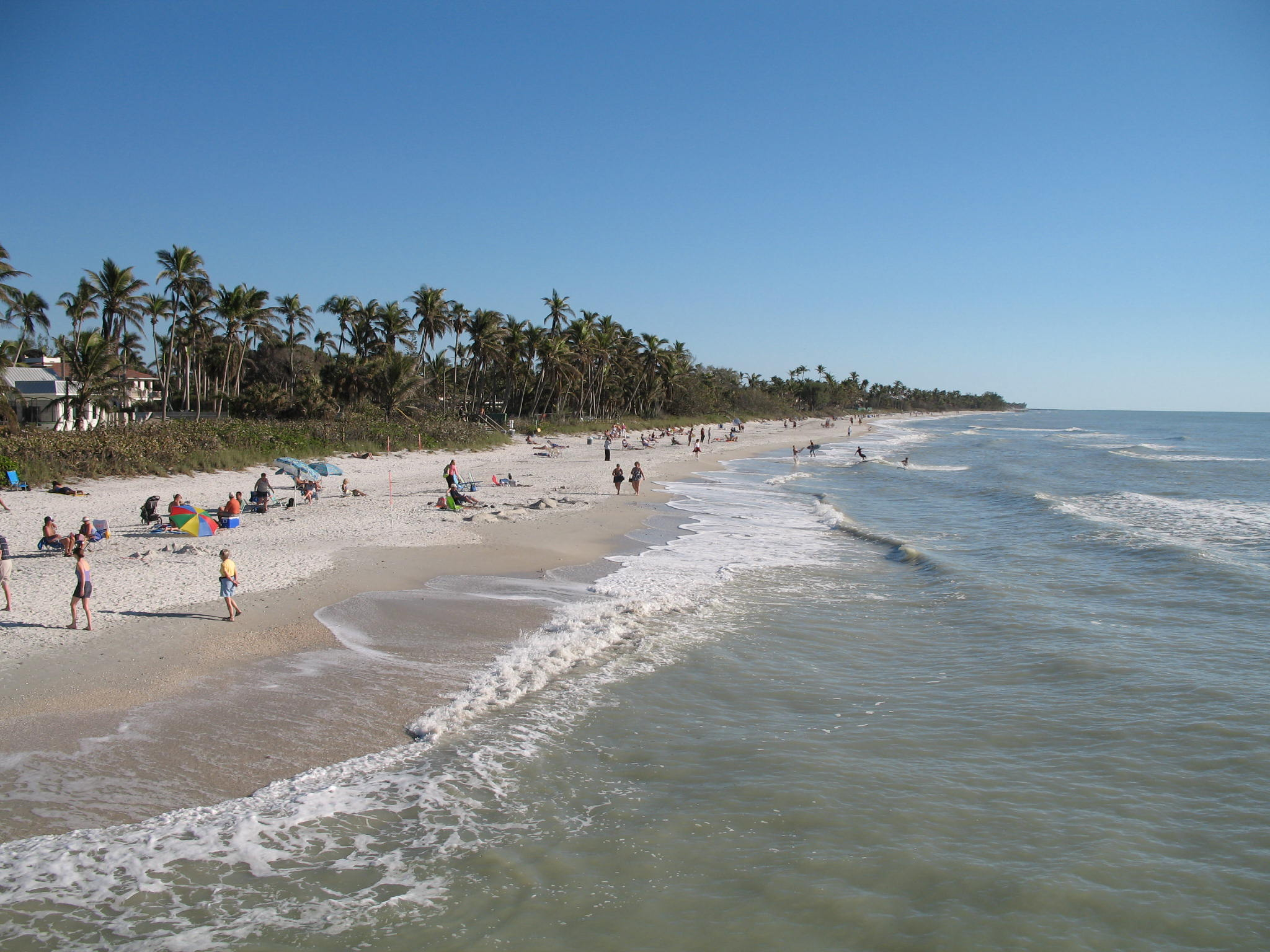
Goście na plaży w Naples

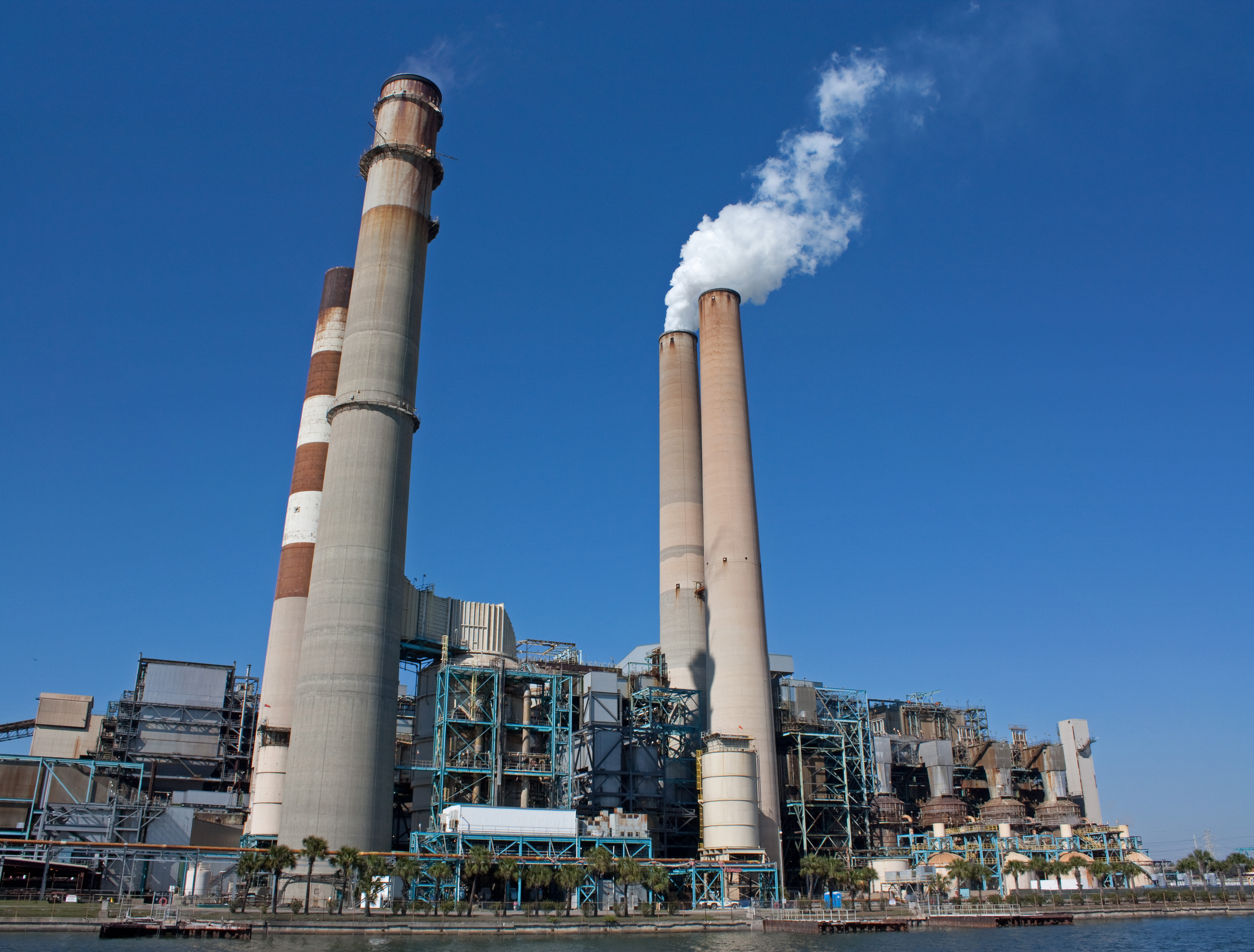
Elektrownia węglowa w pobliżu Apollo Beach

Gospodarka Florydy jest niezwykle zróżnicowana, a turystyka i rolnictwo należą do najważniejszych gałęzi przemysłu. Produkt krajowy brutto Florydy osiągnął 1 bilion dolarów w 2018 roku. Gdyby Floryda była niepodległym państwem, miałaby 17-ste co do wielkości PKB na świecie, plasując się tuż za Indonezją. Na Florydzie nie płaci się stanowego podatku dochodowego. W obszarze rolnictwa głównym towarem eksportowym jest mięso. Jednak w ogólnym eksporcie USA pochodzącym z Florydy, największy udział mają samoloty cywilne i części do nich.

### Rolnictwo
Floryda jest największym na świecie producentem grejpfrutów i produkuje ponad 70% cytrusów w kraju. Stan regularnie zajmuje pierwsze miejsce w krajowej produkcji pomarańczy, a także jest czołowym producentem ogórków, pomidorów, papryki, truskawek, arbuzów, świeżej kapusty targowej, rynkowej słodkiej kukurydzy, fasoli szparagowej, orzeszków ziemnych i trzciny cukrowej.
Ważną rolę w stanie odgrywa hodowla bydła, a najwyżej pod tym względem w rankingu plasują się hrabstwa Okeechobee, Highlands i Osceola. Pospolite są także hodowla drobiu, ogrodnictwo, mleczarstwo, oraz produkcja siana.

### Przemysł i bogactwa naturalne
- elektroniczny i kosmiczny (Ośrodek Kosmiczny NASA – Kennedy Space Center na przylądku Canaveral)
- elektrotechniczny
- środków transportu
- spożywczy
- wydobywczy (fosforyty)
- turystyczny
- połowy: ryby, ostrygi, krewetki, żółwie

### Energia
W 2019 roku Floryda jest drugim co do wielkości producentem energii elektrycznej w kraju, po Teksasie. Za trzy czwarte produkcji energii odpowiada gaz ziemny, który zasila 7 z 10 największych elektrowni w stanie. Floryda posiada niewielką ilość własnego gazu ziemnego, a większość odbierana jest międzystanowymi rurociągami.
Drugim co do wielkości źródłem jest energia jądrowa. Dwie stanowe elektrownie jądrowe, zlokalizowane na wybrzeżu Atlantyku, zazwyczaj generują więcej niż jedną dziesiątą energii elektrycznej. Na trzecim miejscu jest węgiel, który odpowiada za mniej niż jedną dziesiątą produkcji (w 2003 odpowiadał za jedną trzecią). Odnawialne źródła energii, głównie biomasa i energia słoneczna, oraz koks naftowy stanowiły prawie całą pozostałą produkcję energii elektrycznej na Florydzie.

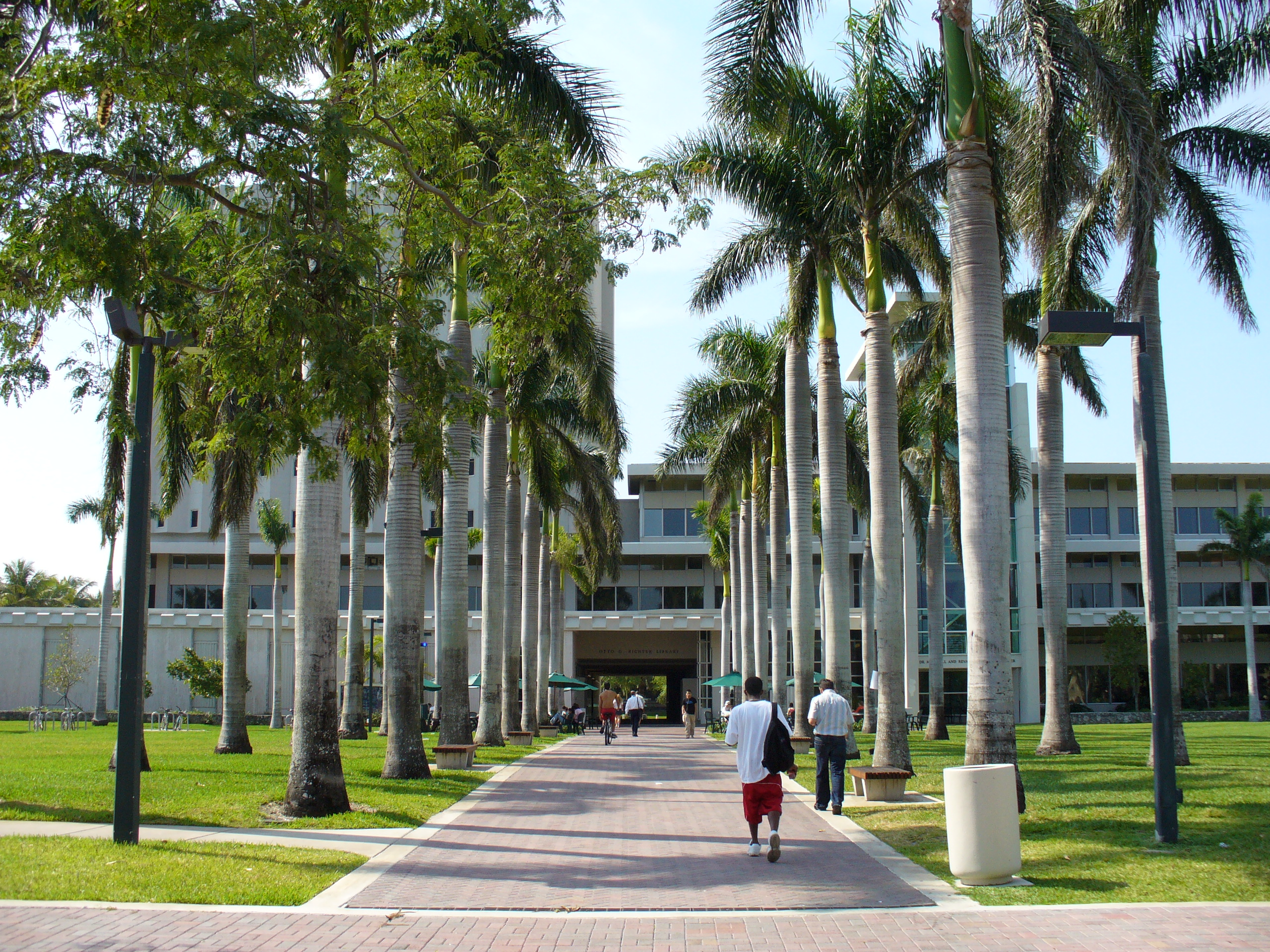
Biblioteka na kampusie Uniwersytetu w Miami

## Oświata
Administracją szkół podstawowych i średnich na Florydzie zajmuje się Florydzki Departament Edukacji. System szkolnictwa wyższego na Florydzie obejmuje kilkanaście uniwersytetów stanowych i prawie 30 szkół wyższych. Niektóre z godnych uwagi uniwersytetów publicznych to University of Florida w Gainesville i Uniwersytet Stanu Floryda w Tallahassee. Uniwersytet Miami jest instytucją prywatną.
W 2000 roku gubernator stanu podjął decyzję o zlikwidowaniu Florida Board of Regents, która kierowała systemem uniwersytetów stanowych (SUS). Na jej miejsce powstały komisje które zarządzały każdym uniwersytetem oddzielnie. Nowy system się jednak nie przyjął i w 2002 roku pierwszy gubernator stanu oraz senator Stanów Zjednoczonych Bob Graham zwołali referendum na temat przywrócenia systemu board-of-regents, ostatecznie w 2003 r. powstała Florydzka Komisja Gubernatorska, której podlegają uczelnie.

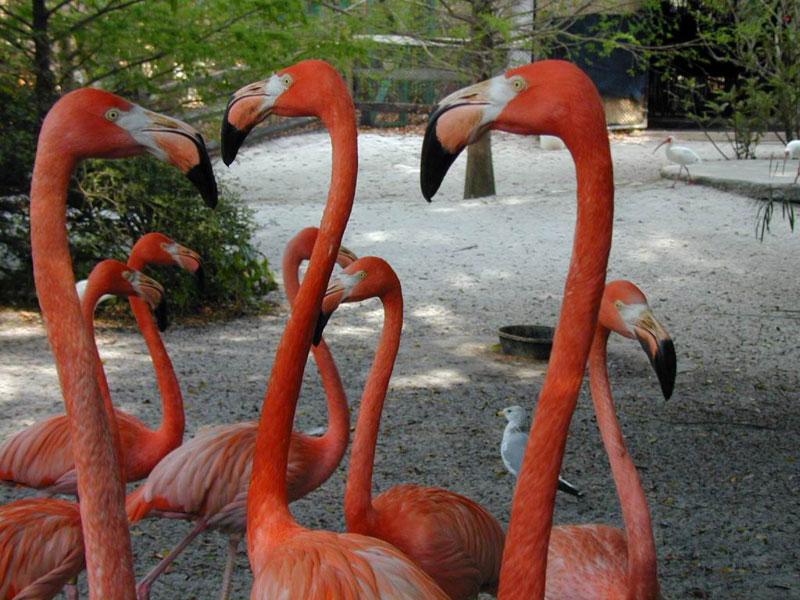
Flamingi amerykańskie na południu Florydy

## Fauna
Floryda jest miejscem, w którym osiedliło się wiele gatunków zwierząt:
- Morskie zwierzęta: delfiny butlonose, wieloryby-piloty, wieloryby biskajskie, manaty
- Gady: aligatory, krokodyle, grzechotniki, żółwie norowe, żółwie morskie, wąż zbożowy Pantherophis guttatus.
- Ssaki: jaguar, jelenie wirginijskie, rysie rude, baribale, pancerniki.
- Ptaki: bieliki amerykańskie, karakary meksykańskie, ślimakojady czerwonookie, rybołowy, pelikany, mewy, żurawie krzykliwe, żurawie kanadyjskie, warzęchy różowe, modrowronki zaroślowe

## Symbole stanu
- Dewiza: In God we trust (w tłumaczeniu: W Bogu pokładamy ufność)
- Przydomek: Sunshine State (Słoneczny Stan)
- Ptak: przedrzeźniacz północny
- Kwiat: kwiat pomarańczy
- Owad: motyl Heliconius charithonia(inne języki) (ang. zebra longwing)
- Pieśń: „Old Folks at Home (Suwannee River)” – Stephen C. Foster
- Drzewo: palma sabalowa
- Gad: aligator amerykański
- Zwierzę: pantera florydzka (podgatunek pumy płowej)
- Ssak wodny: manat karaibski
- Ssak morski: delfin butlonosy
- Napój: sok pomarańczowy
- Muszla: Triplofusus giganteus(inne języki) (ang. Florida horse conch)
- Ryba słonowodna: żaglica
- Ryba słodkowodna: bass wielkogębowy
- Kamień szlachetny: kamień księżycowy
- Kamień: agatyzowany koral[21].